# 干飯埼灯台
干飯埼灯台（かれいさきとうだい）は、福井県丹生郡越前町にある干飯崎の高台に立つ白亜四角形の小型灯台。

## 概要
四角形のユニークな形の灯台。
灯器：高輝度LED
　実効光度3,700カンデラ
　光達距離12.0海里
灯質：群閃白色毎9秒に２閃光

## 歴史
- 1961年（昭和36年）3月24日 初点灯
- 1975年（昭和50年）12月9日 LC型灯換装
- 1988年（昭和63年）12月9日 LC管制器II型に変更
- 2014年（平成26年）11月20日 高輝度LEDを用いた灯器に変更[1]

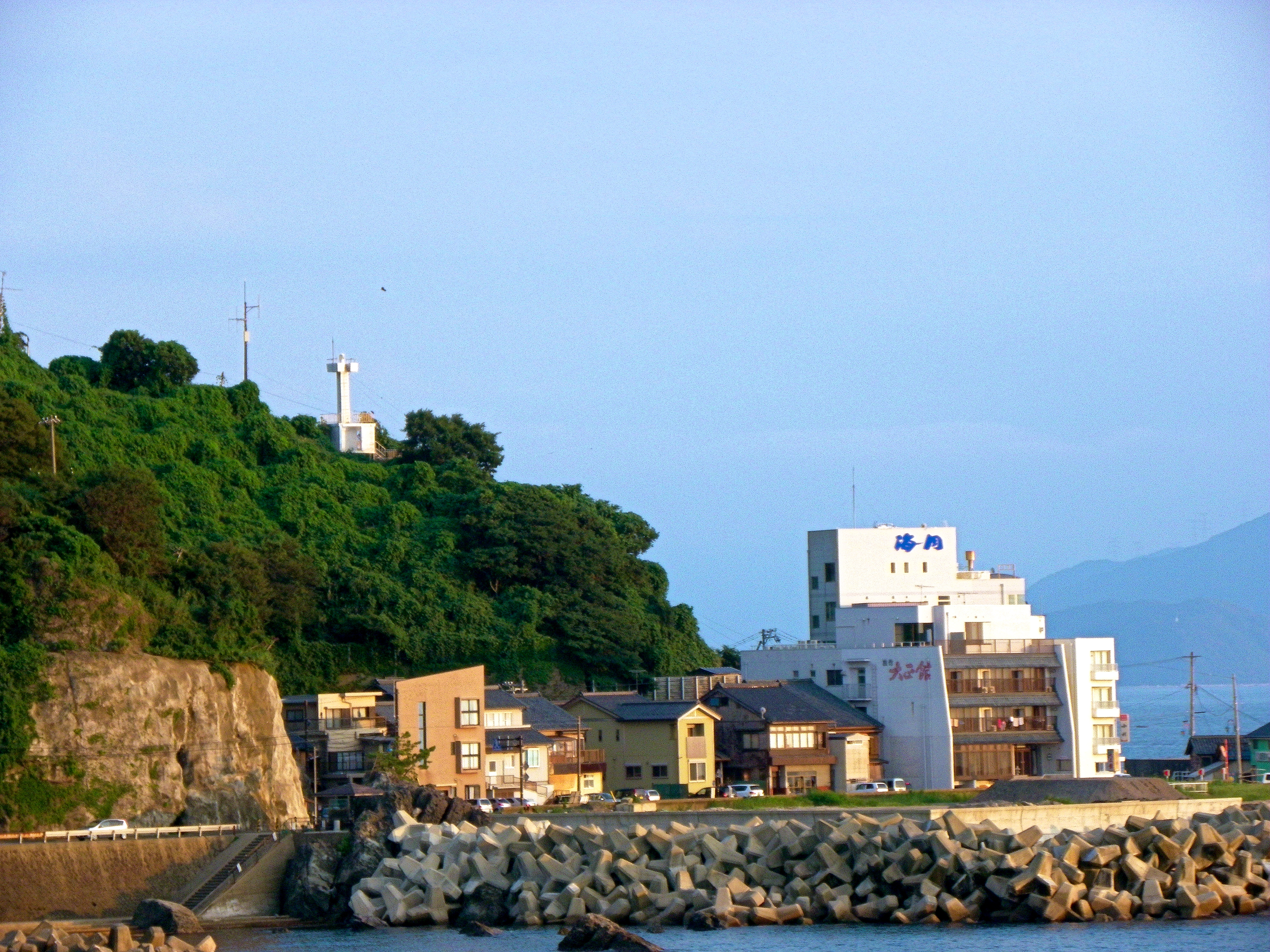
干飯埼灯台 遠望

## 交通
- ハピラインふくい線 武生駅・福井鉄道福武線 たけふ新駅より武生越前海岸線で約1時間、「米ノ浦」バス停留所下車徒歩約10分。
- E8 北陸自動車道 武生IC、北陸新幹線 越前たけふ駅から自動車 - 福井県道269号越前たけふ駅線、国道8号（福井バイパス）、福井県道19号武生米ノ線経由で約22ｋｍ。

## 周辺情報
- 越前岬